# Гернесанд
Гернесанд (швед. Härnösand) — місто, адміністративний центр лену Вестерноррланд та однойменної комуни, Швеція.
Місто розташоване на материку та на острові Гернен.
Засноване 1585-го року королем Юганом III. У 1647 році місто стало резиденцією єпископа.

## Галерея

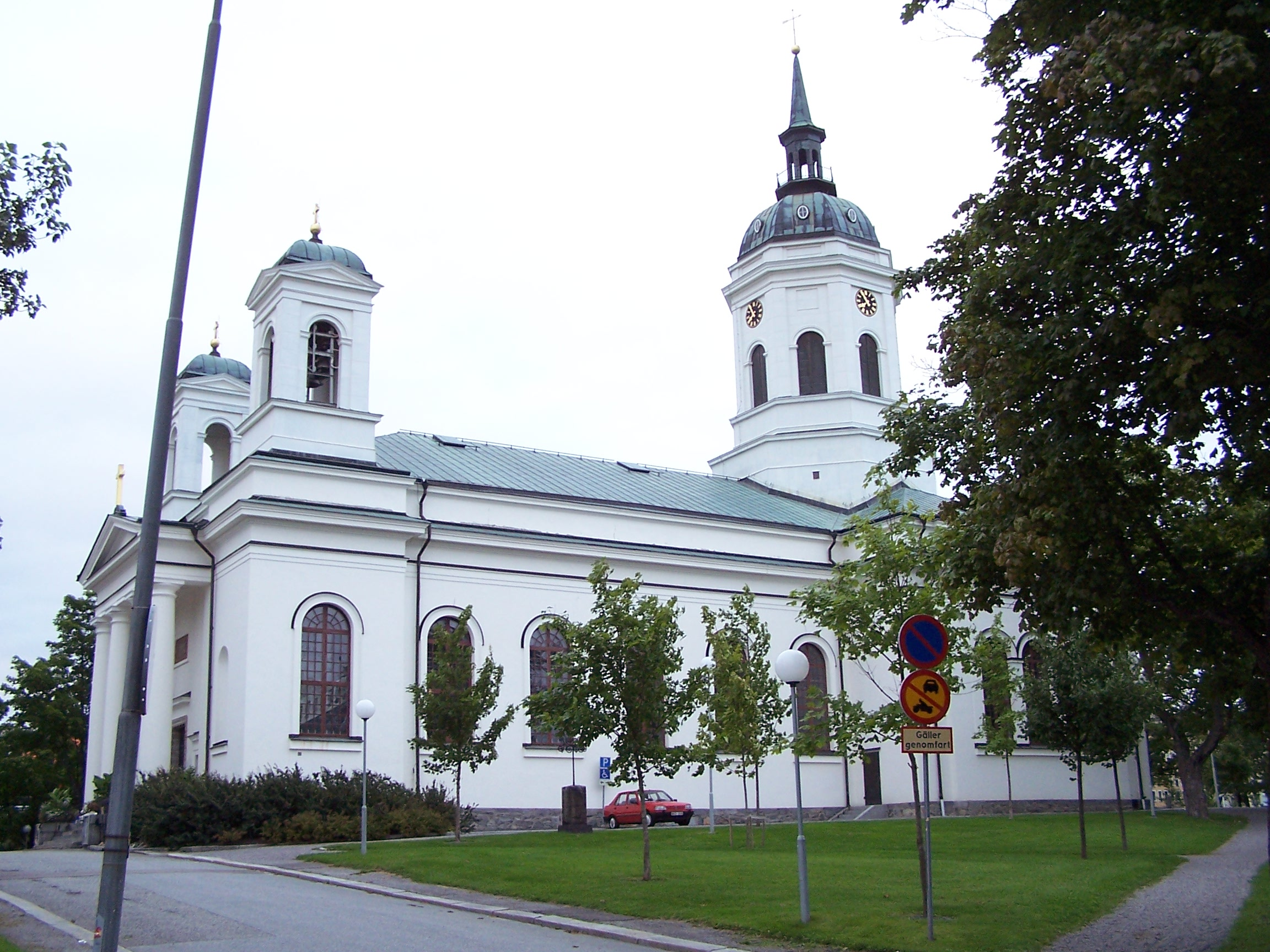
Кафедральний собор Гернесанда
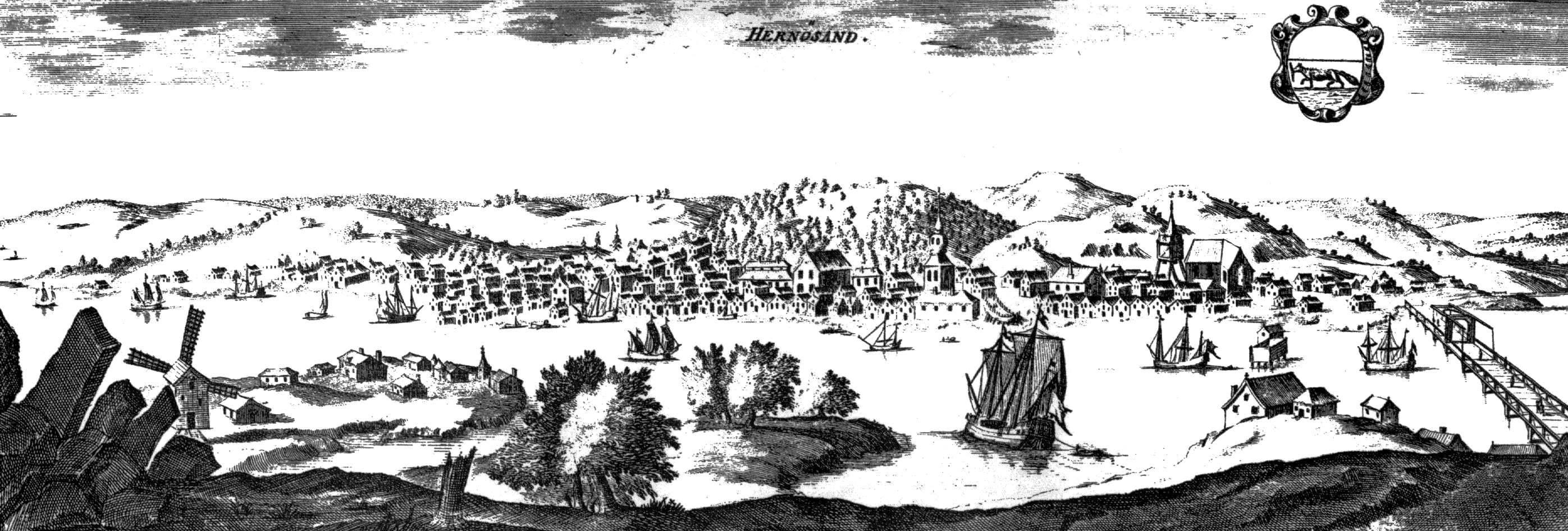
Вигляд на Гернесанд з боку моря. Гравюра приблизно 1700 року
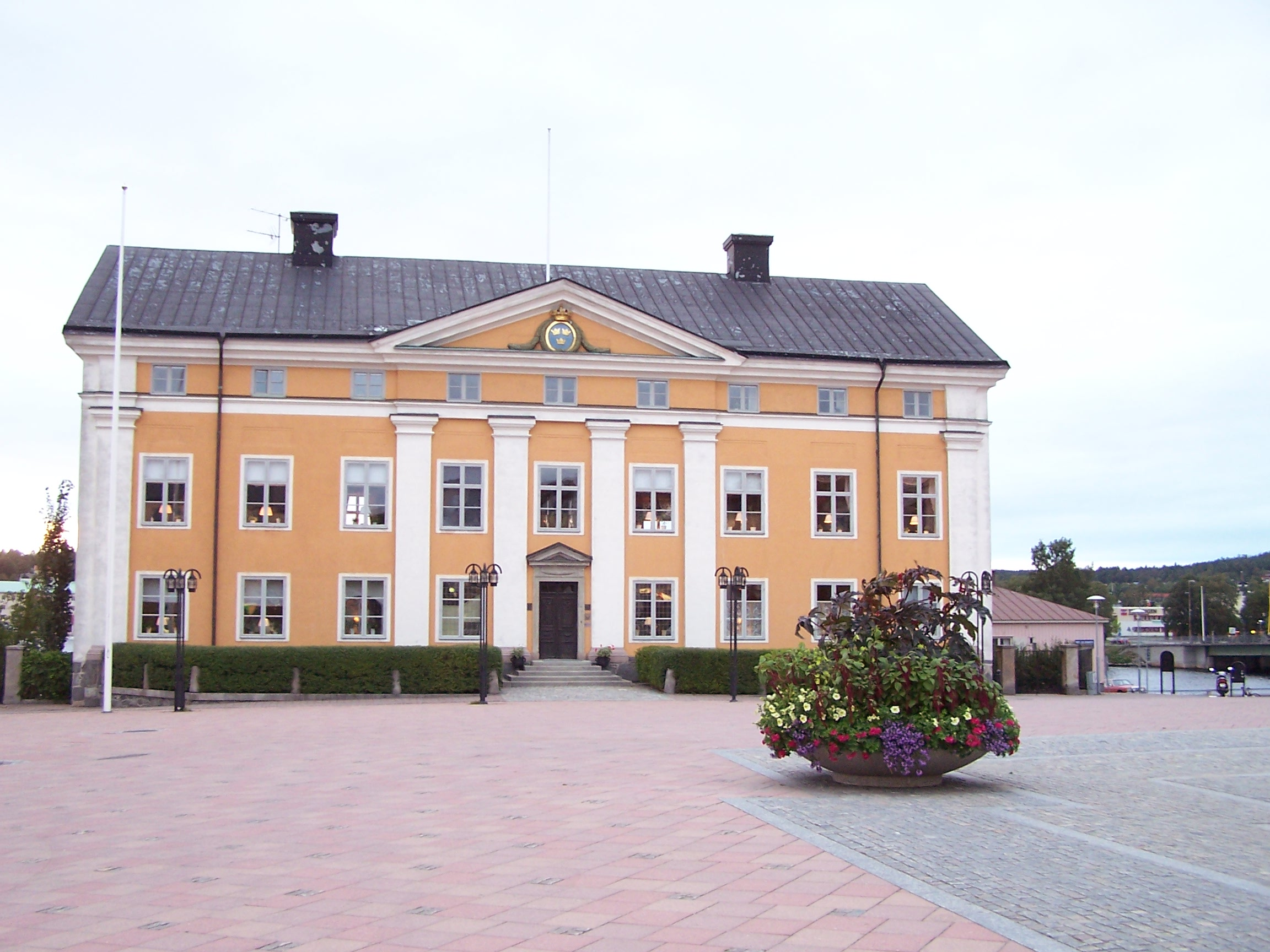
Будинок губернатора
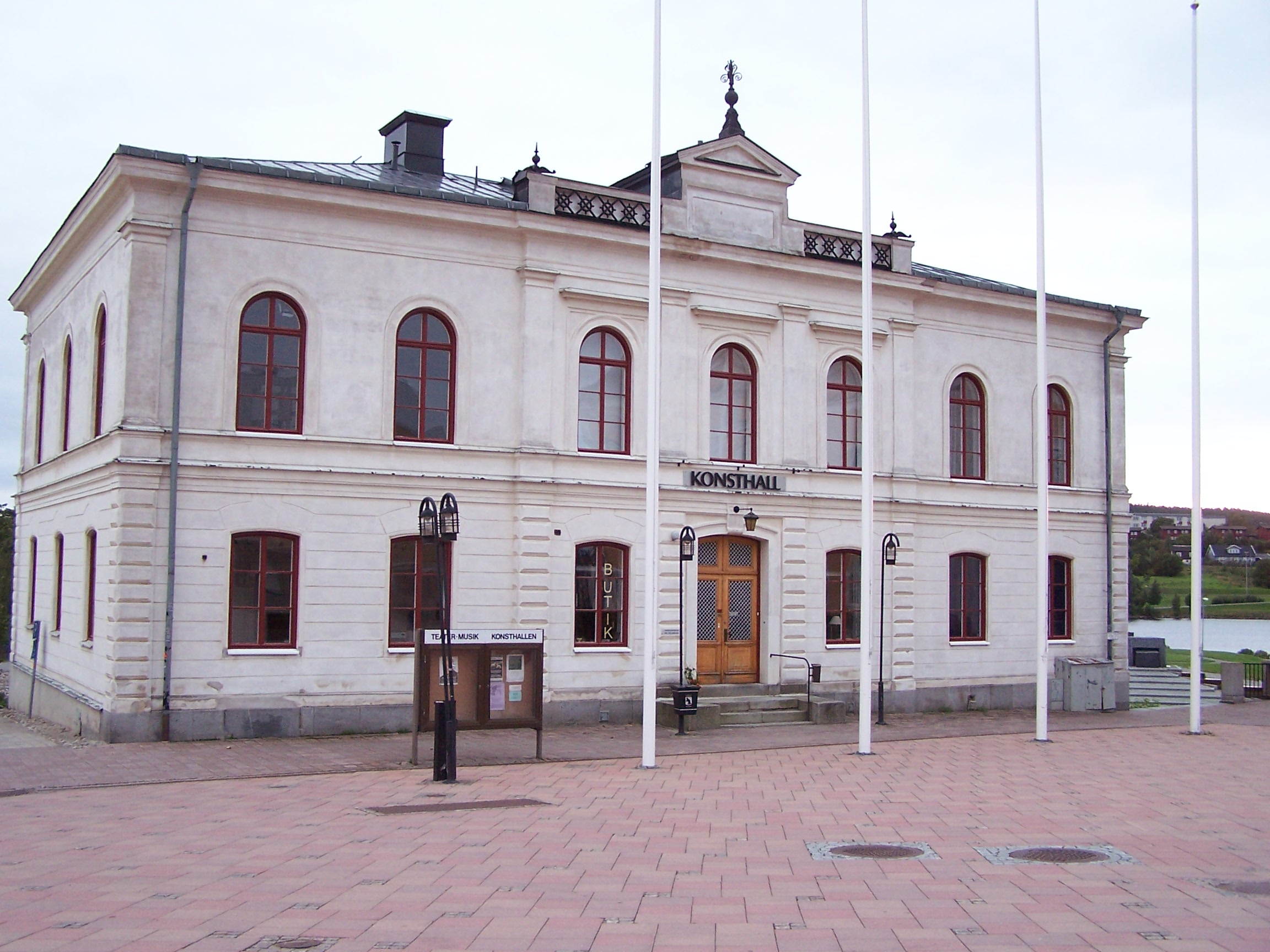
Артгалерея
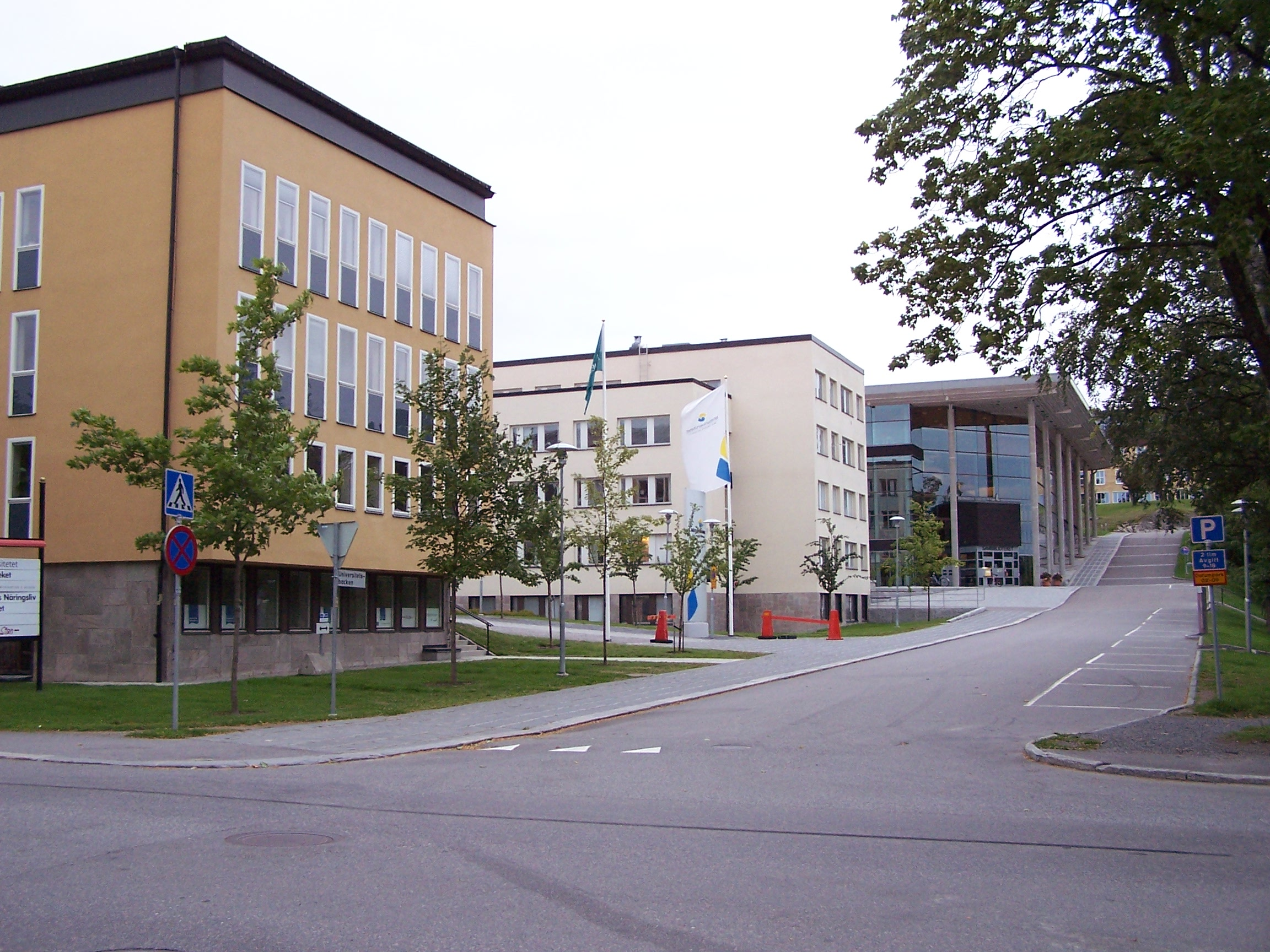
Університет
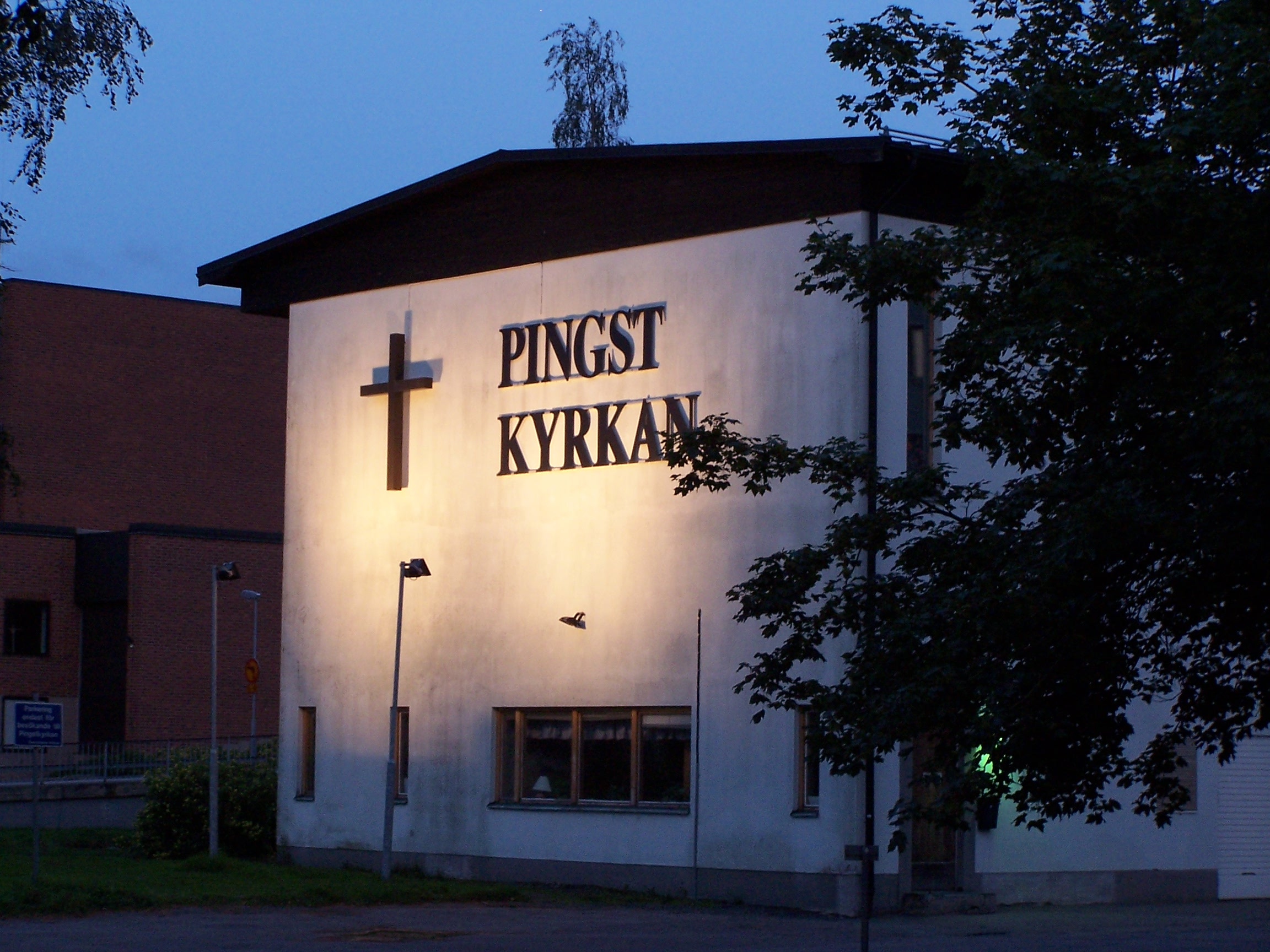
Церква